# Fontenay-sur-Mer
Pour les articles homonymes, voir Fontenay.
Fontenay-sur-Mer est une commune française, située dans le département de la Manche en région Normandie, peuplée de 164 habitants.

## Géographie

### Localisation
Les communes limitrophes sont Quinéville, Ozeville, Saint-Floxel et Saint-Marcouf.

### Hydrographie
La commune est située dans le bassin Seine-Normandie. Elle est drainée par le canal 01 de la commune de Quinéville, le canal 04 de la commune de St Marcouf, le cours d'eau 03 de la commune de Fontenay-sur-Mer, le fossé 01 de Gobin, le fossé 01 de Vauville, le fossé 03 de la commune de Saint-Marcouf et le Taret de Fontenay,,.

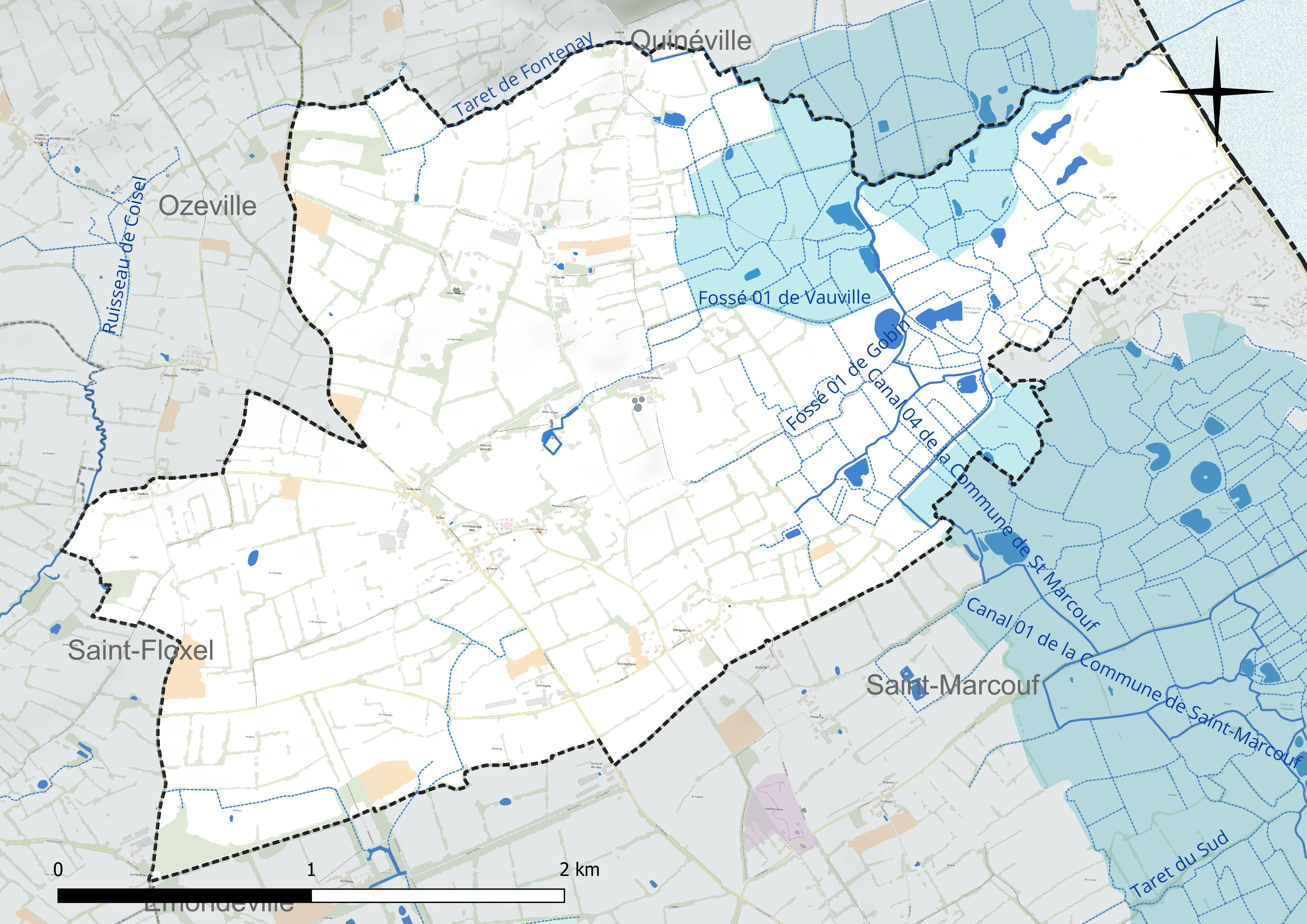
Réseau hydrographique de Fontenay-sur-Mer.

### Climat
Pour des articles plus généraux, voir Climat de la Normandie et Climat de la Manche.
En 2010, le climat de la commune est de type climat océanique franc, selon une étude du CNRS s'appuyant sur une série de données couvrant la période 1971-2000. En 2020, Météo-France publie une typologie des climats de la France métropolitaine dans laquelle la commune est exposée à un climat océanique et est dans la région climatique  Normandie (Cotentin, Orne), caractérisée par une pluviométrie relativement élevée (850 mm/a) et un été frais (15,5 °C) et venté. Parallèlement le GIEC normand, un groupe régional d’experts sur le climat, différencie quant à lui, dans une étude de 2020, trois grands types de climats pour la région Normandie, nuancés à une échelle plus fine par les facteurs géographiques locaux. La commune est, selon ce zonage, exposée à un « climat maritime », correspondant au Cotentin et à l'ouest du département de la Manche, frais, humide et pluvieux, où les contrastes pluviométrique et thermique sont parfois très prononcés en quelques kilomètres quand le relief est marqué.
Pour la période 1971-2000, la température annuelle moyenne est de 11,1 °C, avec une amplitude thermique annuelle de 10,6 °C. Le cumul annuel moyen de précipitations est de 930 mm, avec 14,1 jours de précipitations en janvier et 7,6 jours en juillet. Pour la période 1991-2020, la température moyenne annuelle observée sur la station météorologique la plus proche, située sur la commune de Sainte-Marie-du-Mont à 14 km à vol d'oiseau, est de 11,6 °C et le cumul annuel moyen de précipitations est de 890,0 mm,. Pour l'avenir, les paramètres climatiques de la commune estimés pour 2050 selon différents scénarios d’émission de gaz à effet de serre sont consultables sur un site dédié publié par Météo-France en novembre 2022.

## Urbanisme

### Typologie
Au 1er janvier 2024, Fontenay-sur-Mer est catégorisée commune rurale à habitat dispersé, selon la nouvelle grille communale de densité à sept niveaux définie par l'Insee en 2022.
Elle est située hors unité urbaine et hors attraction des villes,.
La commune, bordée par la Manche, est également une commune littorale au sens de la loi du 3 janvier 1986, dite loi littoral. Des dispositions spécifiques d’urbanisme s’y appliquent dès lors afin de préserver les espaces naturels, les sites, les paysages et l’équilibre écologique du littoral, comme le principe d'inconstructibilité, en dehors des espaces urbanisés, sur la bande littorale des 100 mètres, ou plus si le plan local d'urbanisme le prévoit.

### Occupation des sols
L'occupation des sols de la commune, telle qu'elle ressort de la base de données européenne d’occupation biophysique des sols Corine Land Cover (CLC), est marquée par l'importance des territoires agricoles (92 % en 2018), en diminution par rapport à 1990 (95,6 %).
La répartition détaillée en 2018 est la suivante : prairies (63,7 %), terres arables (25,2 %), espaces verts artificialisés, non agricoles (6,9 %), zones agricoles hétérogènes (3,1 %), zones urbanisées (0,8 %), espaces ouverts, sans ou avec peu de végétation (0,4 %).

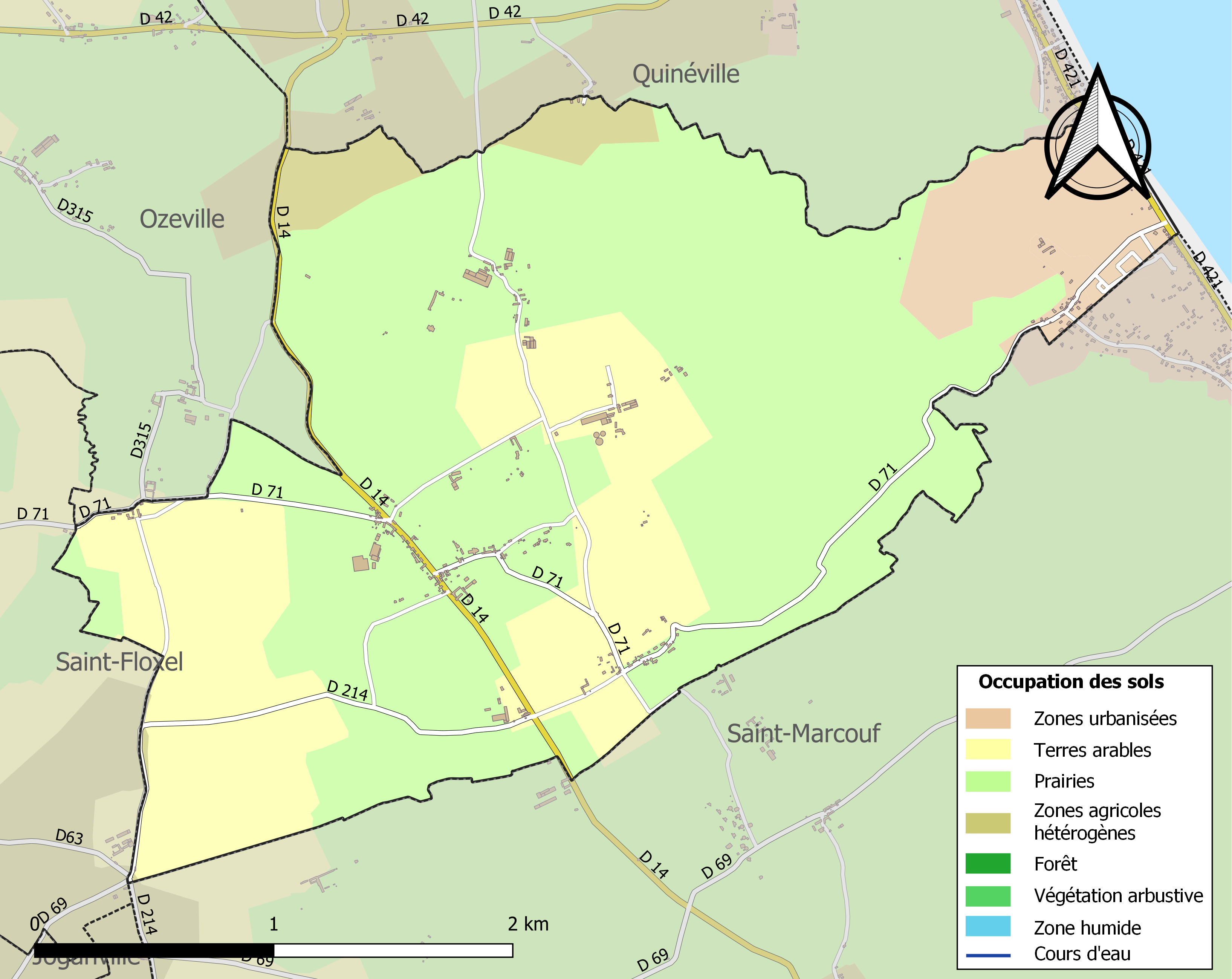
Carte des infrastructures et de l'occupation des sols de la commune en 2018 (CLC).

L'évolution de l’occupation des sols de la commune et de ses infrastructures peut être observée sur les différentes représentations cartographiques du territoire : la carte de Cassini (XVIIIe siècle), la carte d'état-major (1820-1866) et les cartes ou photos aériennes de l'IGN pour la période actuelle (1950 à aujourd'hui).

## Toponymie
Le nom de la localité est attesté sous les formes Fontenetum au XIIe siècle, Fontanetum en 1192, Fonteneio vers 1280, Fonteney le Bercheur en 1552, Fontenay le Berceur en 1755, Fontenai-sur-Mer en 1828.
Toponyme gallo-romain tardif ou médiéval très précoce, issu du latin populaire fontana « source, fontaine », d'où le sens de « lieu où il y a des sources ».
C'est pour différencier cette paroisse de celle de Fontenay dans le canton de Mortain que fut sporadiquement employé, du XVIe au XVIIIe siècle, le nom alternatif de Fontenay-le-Berceur, d'abord attesté sous la forme dialectale Fonteney le Bercheur en 1552. L'emploi de ce nom ne semble pas dépasser le milieu du XVIIIe siècle. Il fait référence aux Le Berceur, seigneurs de Fontenay.
En 1890, Fontenay devient Fontenay-sur-Mer, permettant ainsi à la commune de se différencier de l'autre Fontenay de la Manche.

## Histoire

### Antiquité
Près du château de Courcy, on a découvert les traces d'un exploratorium ou vigie romaine nommé les Castiaux, d'où la vue s'étend jusqu'à la mer.

### Moyen Âge
Au XIIe siècle, la paroisse relevait de l'honneur de Néhou.
En 1463, Montfaut, dans sa recherche de Noblesse, trouva à Fontenay Thomas Lucas qu'il renvoya faire vérifier sa noblesse, et qui fut assis à la taille pour cette année 1463.
La paroisse de Fontenay, avec celles de Saint-Marcouf, Émondeville et Azeville, composaient le marquisat de Fontenay.

### Temps modernes
En 1567, Thomas Le Berseur, écuyer, sieur de Fontenay, de Saint-Marcouf et Varreville, est taxé pour ces fiefs de 33 livres dans le rôle du ban et d'arrière-ban de la vicomté de Coutances, effectué par Gilles Dancel lieutenant général du bailli de Cotentin les 20 et 22 octobre. Le fief de Fontenay était une fiefferme.

## Politique et administration

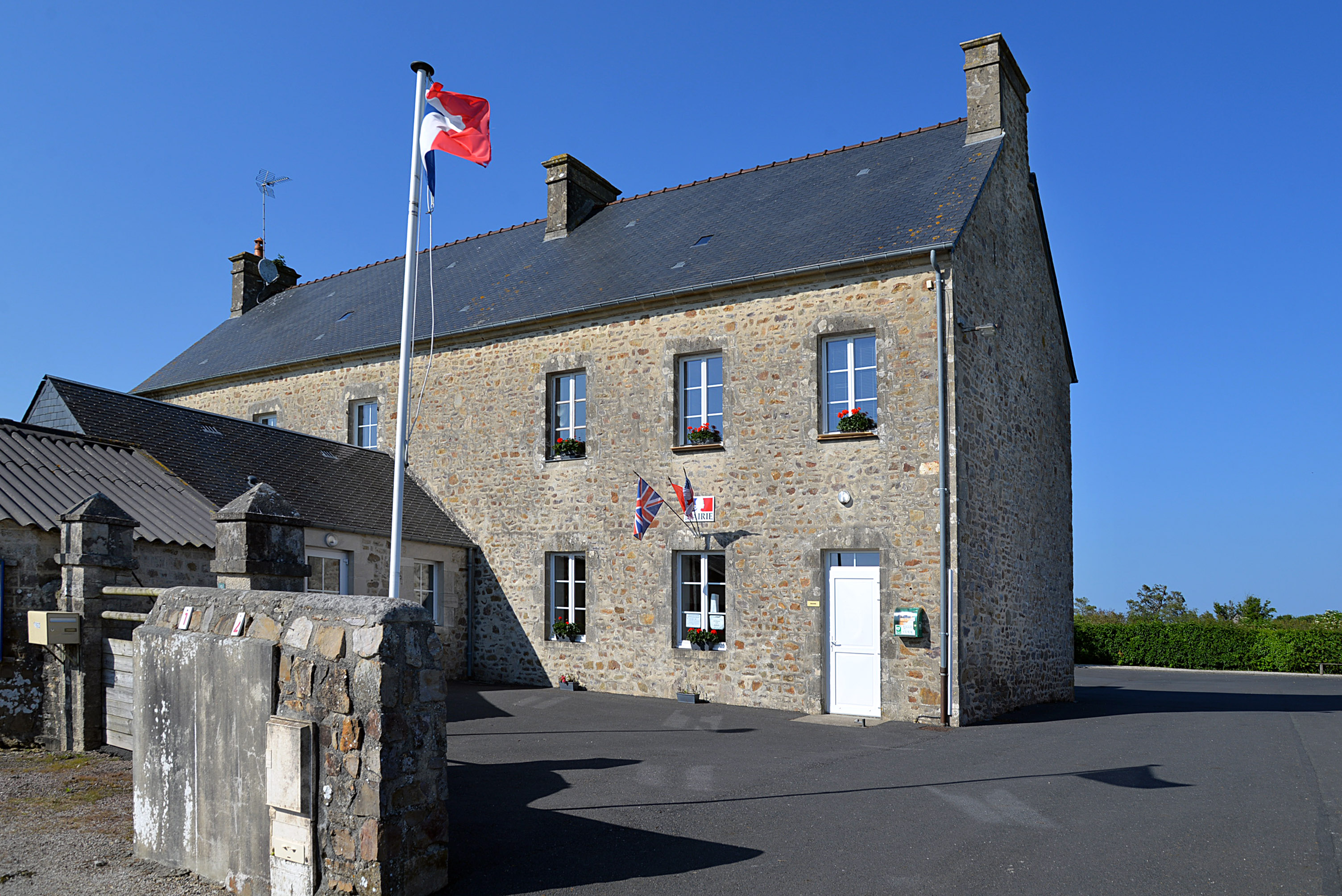
La mairie.

| Période                                  | Période          | Identité         | Étiquette | Qualité         |
| ---------------------------------------- | ---------------- | ---------------- | --------- | --------------- |
| 1962                                     | mars 2001        | Guy Castel       |           | Agriculteur     |
| mars 2001                                | 31 décembre 2011 | Hubert Poisson   | SE        |                 |
| 3 février 2012                           | mars 2014        | Madeleine Launay |           |                 |
| mars 2014                                | En cours         | Philippe Anne    |           | Chef entreprise |
| Les données manquantes sont à compléter. |                  |                  |           |                 |

## Population et société
Les habitants de la commune sont appelés les Fontenayais.

### Démographie
L'évolution du nombre d'habitants est connue à travers les recensements de la population effectués dans la commune depuis 1793. Pour les communes de moins de 10 000 habitants, une enquête de recensement portant sur toute la population est réalisée tous les cinq ans, les populations de référence des années intermédiaires étant quant à elles estimées par interpolation ou extrapolation. Pour la commune, le premier recensement exhaustif entrant dans le cadre du nouveau dispositif a été réalisé en 2005.
En 2022, la commune comptait 164 habitants, en évolution de −8,89 % par rapport à 2016 (Manche : −0,31 %, France hors Mayotte : +2,11 %).
| 1793 | 1800 | 1806 | 1821 | 1831 | 1836 | 1841 | 1846 | 1851 |
| ---- | ---- | ---- | ---- | ---- | ---- | ---- | ---- | ---- |
| 546  | 545  | 608  | 648  | 535  | 579  | 579  | 569  | 551  |

| 1856 | 1861 | 1866 | 1872 | 1876 | 1881 | 1886 | 1891 | 1896 |
| ---- | ---- | ---- | ---- | ---- | ---- | ---- | ---- | ---- |
| 554  | 545  | 536  | 505  | 503  | 486  | 459  | 432  | 431  |

| 1901 | 1906 | 1911 | 1921 | 1926 | 1931 | 1936 | 1946 | 1954 |
| ---- | ---- | ---- | ---- | ---- | ---- | ---- | ---- | ---- |
| 379  | 351  | 323  | 252  | 264  | 278  | 253  | 270  | 245  |

| 1962 | 1968 | 1975 | 1982 | 1990 | 1999 | 2005 | 2006 | 2010 |
| ---- | ---- | ---- | ---- | ---- | ---- | ---- | ---- | ---- |
| 242  | 219  | 190  | 191  | 186  | 176  | 181  | 183  | 168  |

| 2015 | 2020 | 2022 | - | - | - | - | - | - |
| ---- | ---- | ---- | - | - | - | - | - | - |
| 181  | 168  | 164  | - | - | - | - | - | - |

### Sports et loisirs

#### Le golf de Fontenay
En 1971, Michel Gatellier, propriétaire du château de Courcy sur la commune de Fontenay-sur-Mer, possédait également une lande de 33 hectares en bordure de mer. Par hasard, il évoqua la question devant le président du Tennis-club de Saint-Vaast-la-Hougue « Coco » Blanguernon qui lui suggéra d’en faire un golf naturel et rustique, à l’image des parcours « Links » que l’on peut voir dans de nombreux village de bord de mer en Écosse et en Irlande. Les Écossais appelaient ce genre de parcours des « links ».
Michel Gatellier accepta de se lancer dans l’aventure. Avec l’aide d’une dizaine de voisins et amis, il entreprit de faire réaliser un remodelage sommaire qui permit de transformer la lande en un parcours de golf de neuf trous.
Le parcours fut inauguré en 1972. Michel Gatellier en fut le premier président, il le restera dix-huit ans. Les premiers membres de l’Association sportive étaient pour moitié des habitants des communes alentour, Valognes, Carentan, Saint-Vaast-la-Hougue, et pour moitié des propriétaires de résidences secondaires. Mais le gros de la fréquentation provenait des joueurs de passage, pour l’essentiel britanniques, ravis de retrouver en Normandie un terrain de golf ressemblant à ce qu’ils connaissaient chez eux.
Mais le golf se joue sur dix-huit trous. Ainsi, au début des années 1990, un certain nombre de membres voulurent lancer la construction de neuf nouveaux trous. Ils achetèrent pour ce faire une trentaine d’hectares supplémentaires. En 2008, après une quinzaine d’années de péripéties, l’extension appelée « La Roselière » dessinée par l’architecte Yves Bureau fut inaugurée. À cette occasion, le golf de Fontenay-sur-Mer fut rebaptisé « Golf de la Presqu’île du Cotentin».
Fin 2020, l’Association Sportive du Golf présidée par Jacky Millet a décidé d’en confier la gestion à la société ECO GOLF SERVICES dirigée par Philippe Holé. Ce transfert est entré en vigueur au 1er janvier 2021, année du cinquantenaire du Golf de la Presqu’île du Cotentin.

## Économie
La commune se situe dans la zone géographique des appellations d'origine protégée (AOP) Beurre d'Isigny et Crème d'Isigny.

## Culture locale et patrimoine

### Lieux et monuments
- Château de Courcy du XVIIe siècle, inscrit partiellement au titre des monuments historiques[39]. Façades du XVIIIe siècle, jardins, colombier et musée de l'automobile (7 500 modèles au 1/43e), ainsi que chapelle et communs.
- Château de Franqueville (ou Francville) du XVIIe siècle, également partiellement inscrit au titre des monuments historiques par arrêté du 21 octobre 1970[40], bâti à l'emplacement d'un château du XIIIe siècle.
- Ferme-manoir de Varreville du XVIe siècle.
- Ferme-manoir de Sortosville du XVIe – XVIIIe siècle.
- Ferme du Manoir du XVIIe siècle.
- Église Saint-Martin, en partie du XIIe siècle et tour en bâtière. Elle abrite une Vierge à l'Enfant du XIVe classée au titre objet le 14 décembre 1914[41], une chaire à prêcher du XVIIe, une clôture de chœur du XVIe. La nef et le porche d'entrée à trois arches datent du XVIIe siècle, la croisée du transept du XIIe siècle, le chœur du XIIIe siècle et les chapelles du XVe siècle, le cadran solaire du XVIIe siècle. L'église a la particularité d'avoir un autel à l'extérieur, dans le cimetière[42] pour la lecture de l'évangile aux Rameaux. Jacques-François Le Lubois (1737-1824), curé de Fontenay pendant quarante ans, fut l'un des quatre députés du Cotentin pour le clergé à siéger aux États généraux de Versailles en 1789[43]. Il émigra dix ans.
- Vieux colombier couvert en schiste, près de l'église.
- Croix de Godbain du XVIIIe siècle, croix de cimetière du XVIIIe siècle.

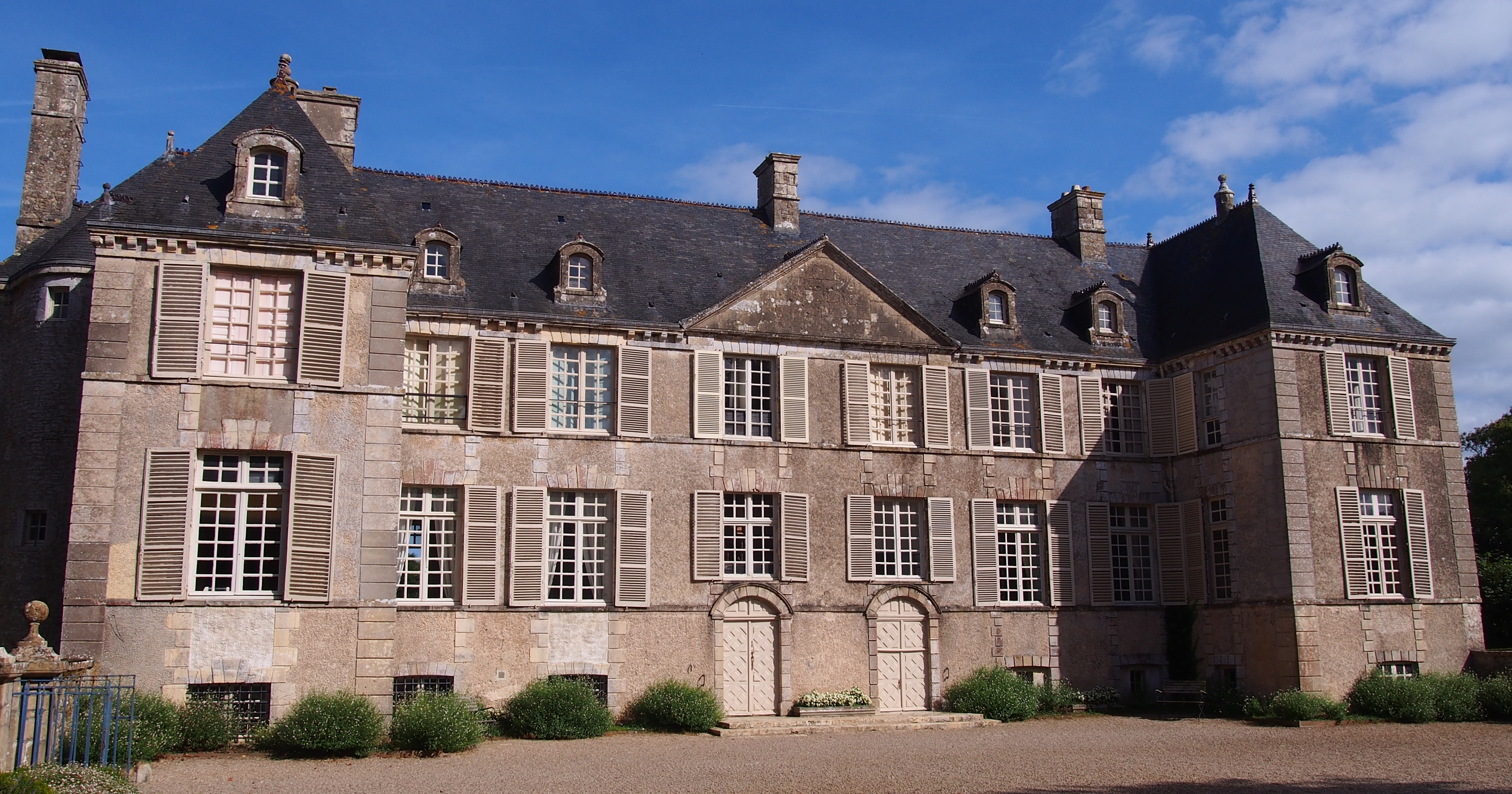
Le château de Courcy.
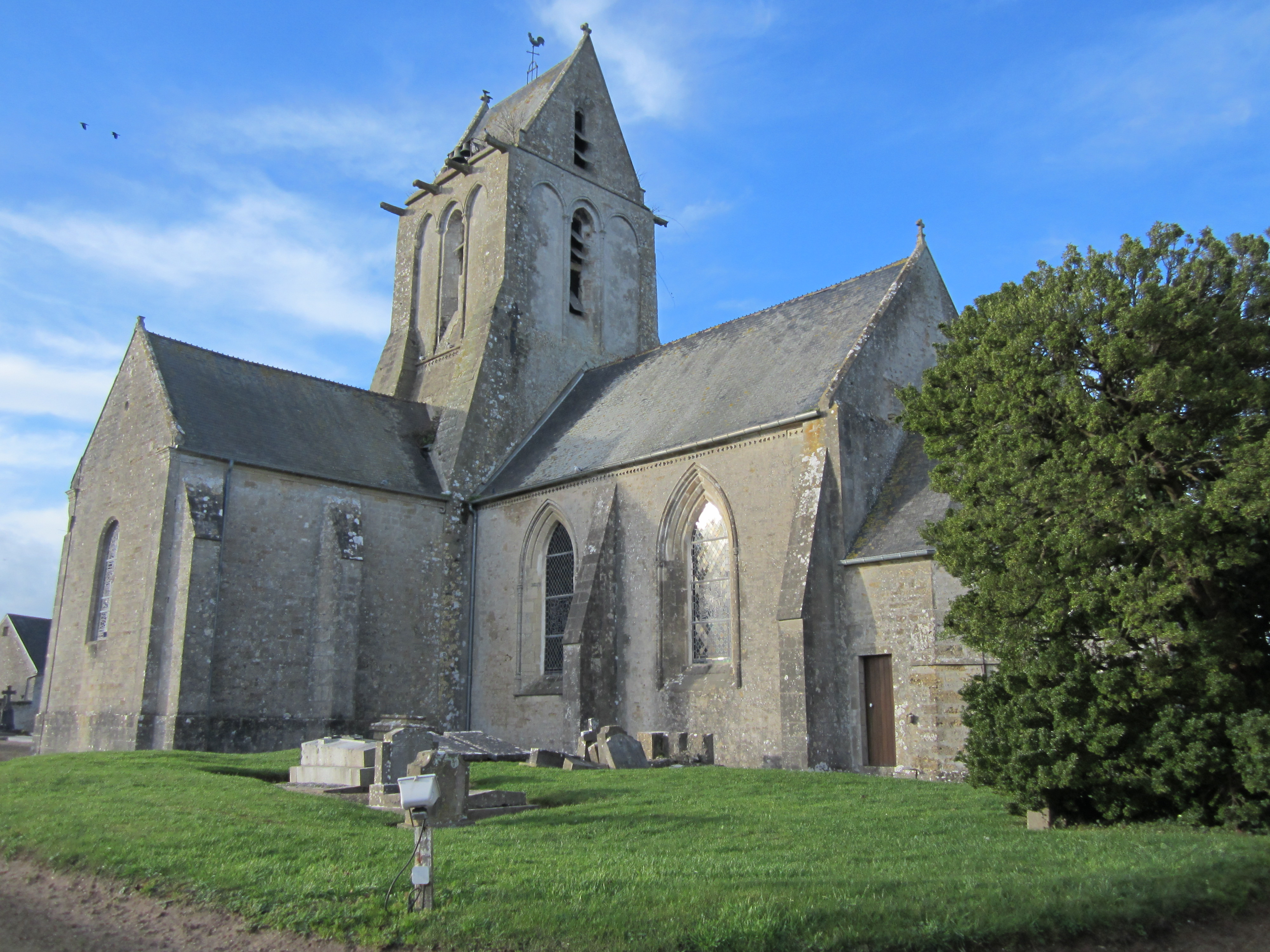
L'église Saint-Martin.
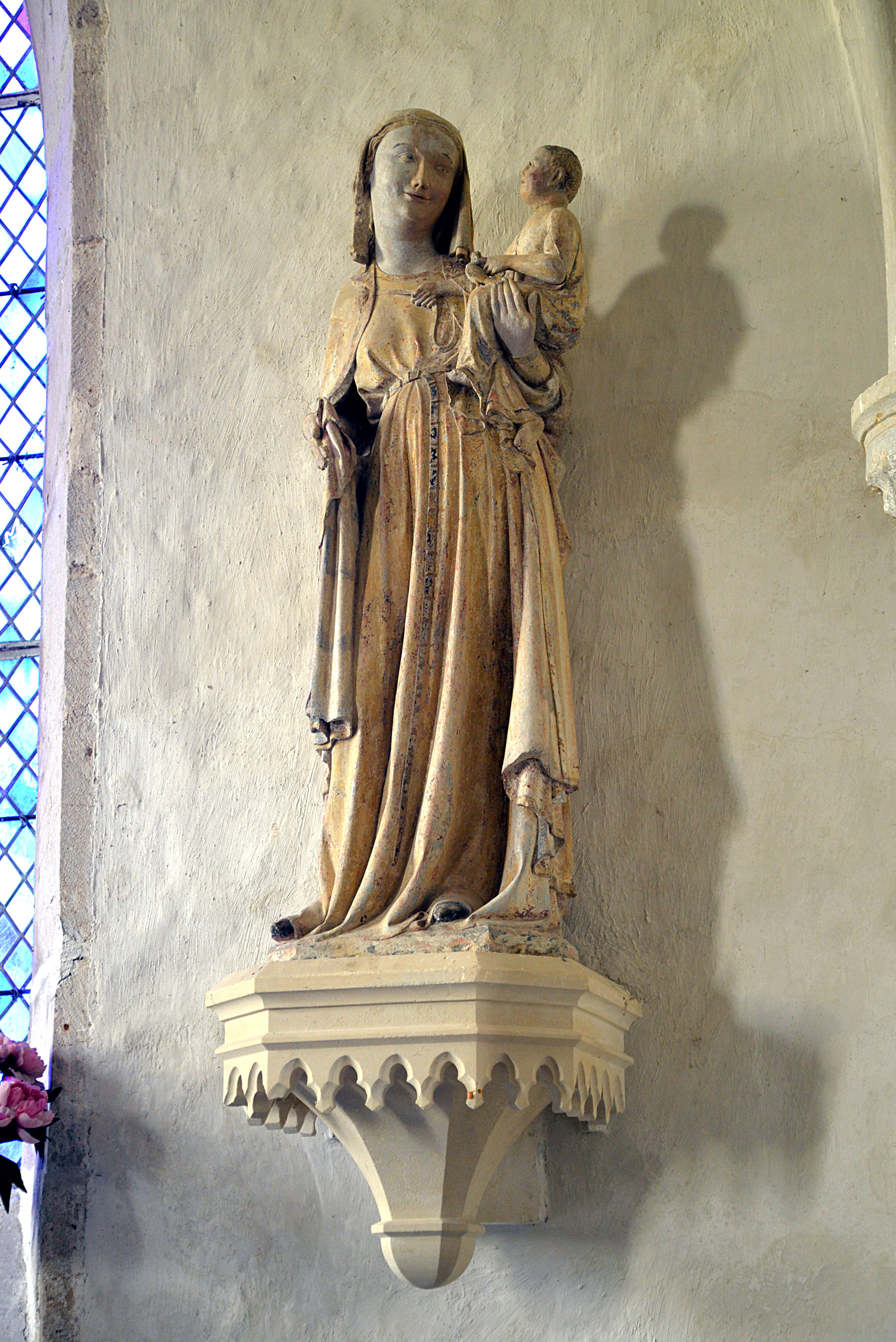
La Vierge à l'Enfant.
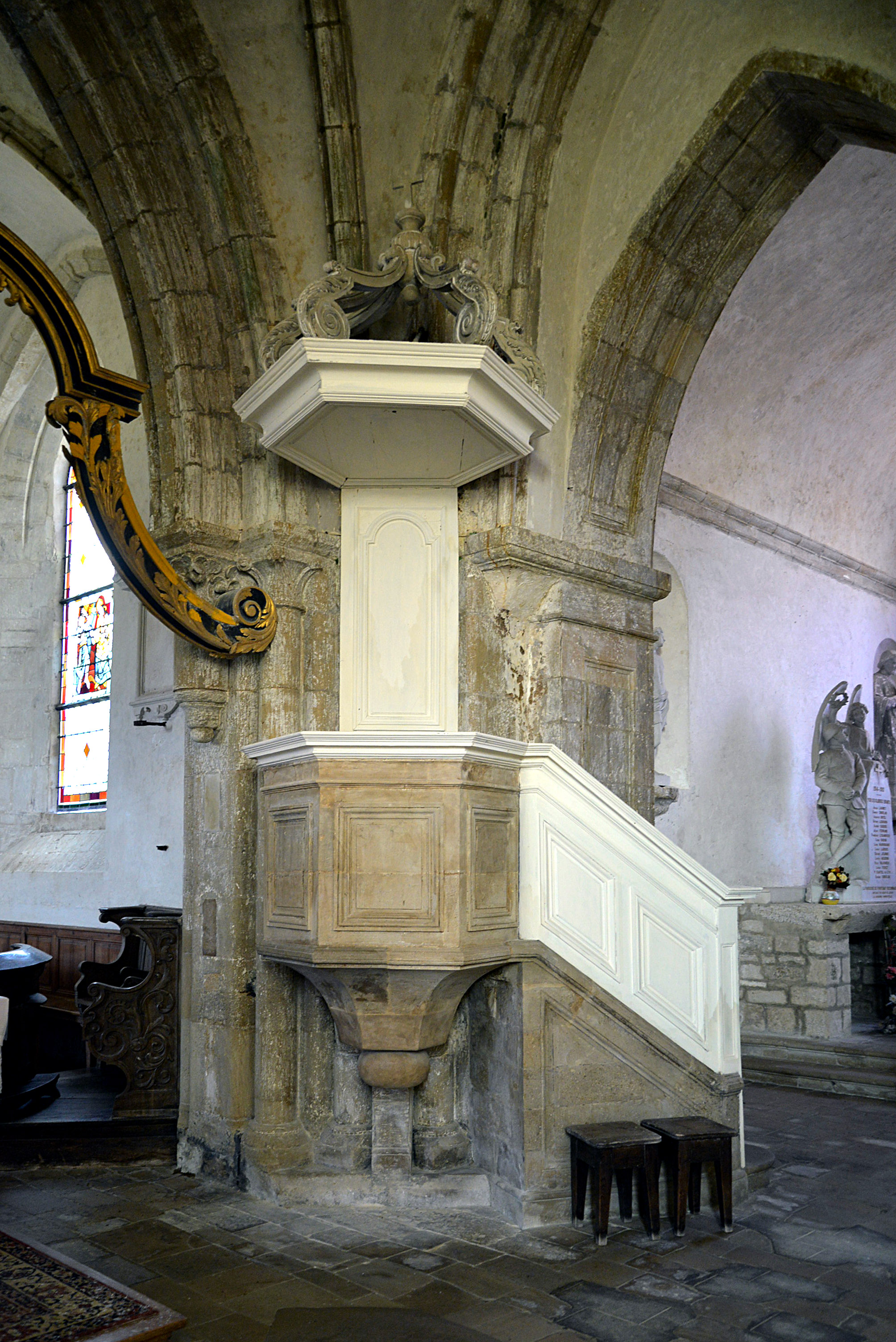
La chaire à prêcher.
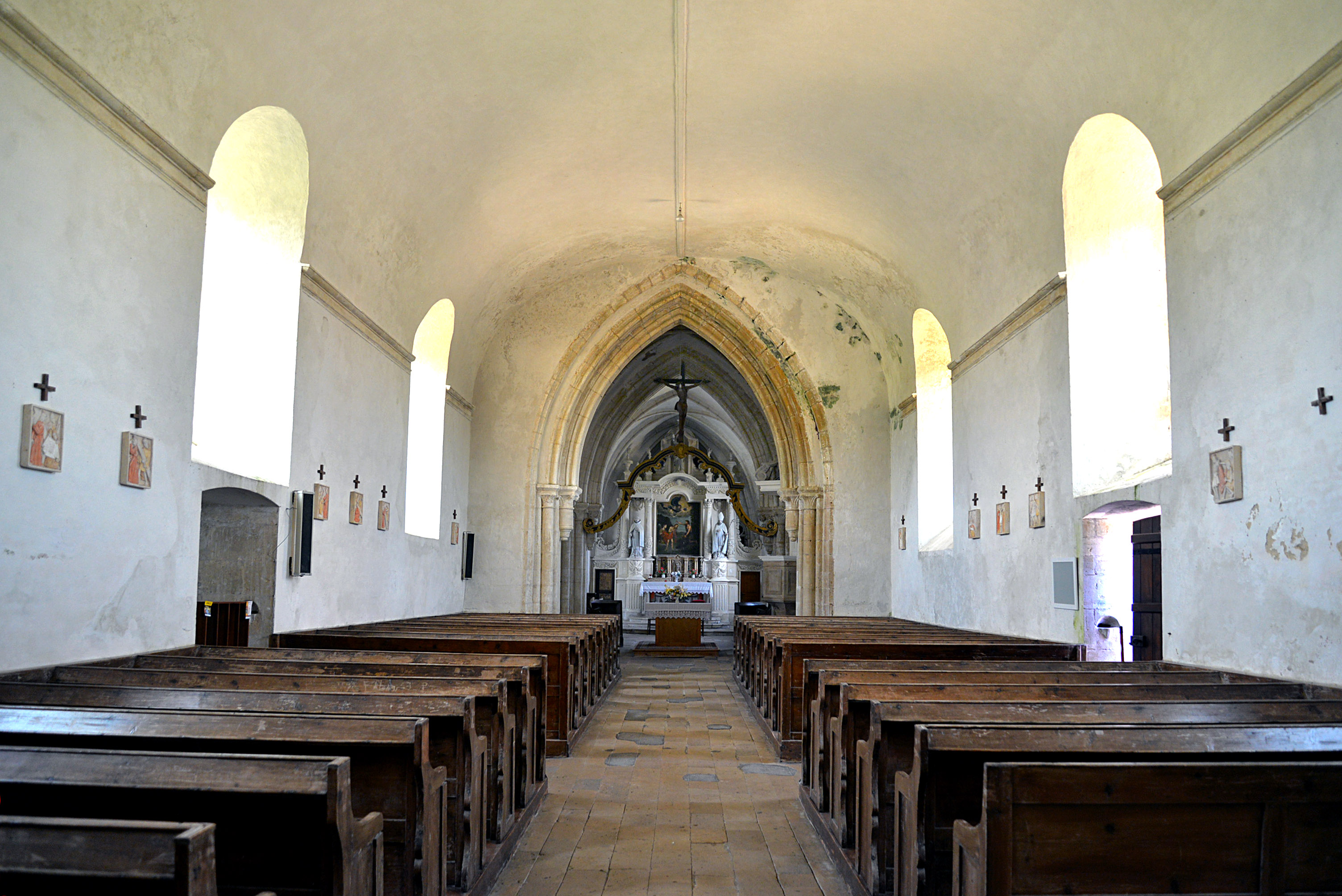
La nef de l'église.
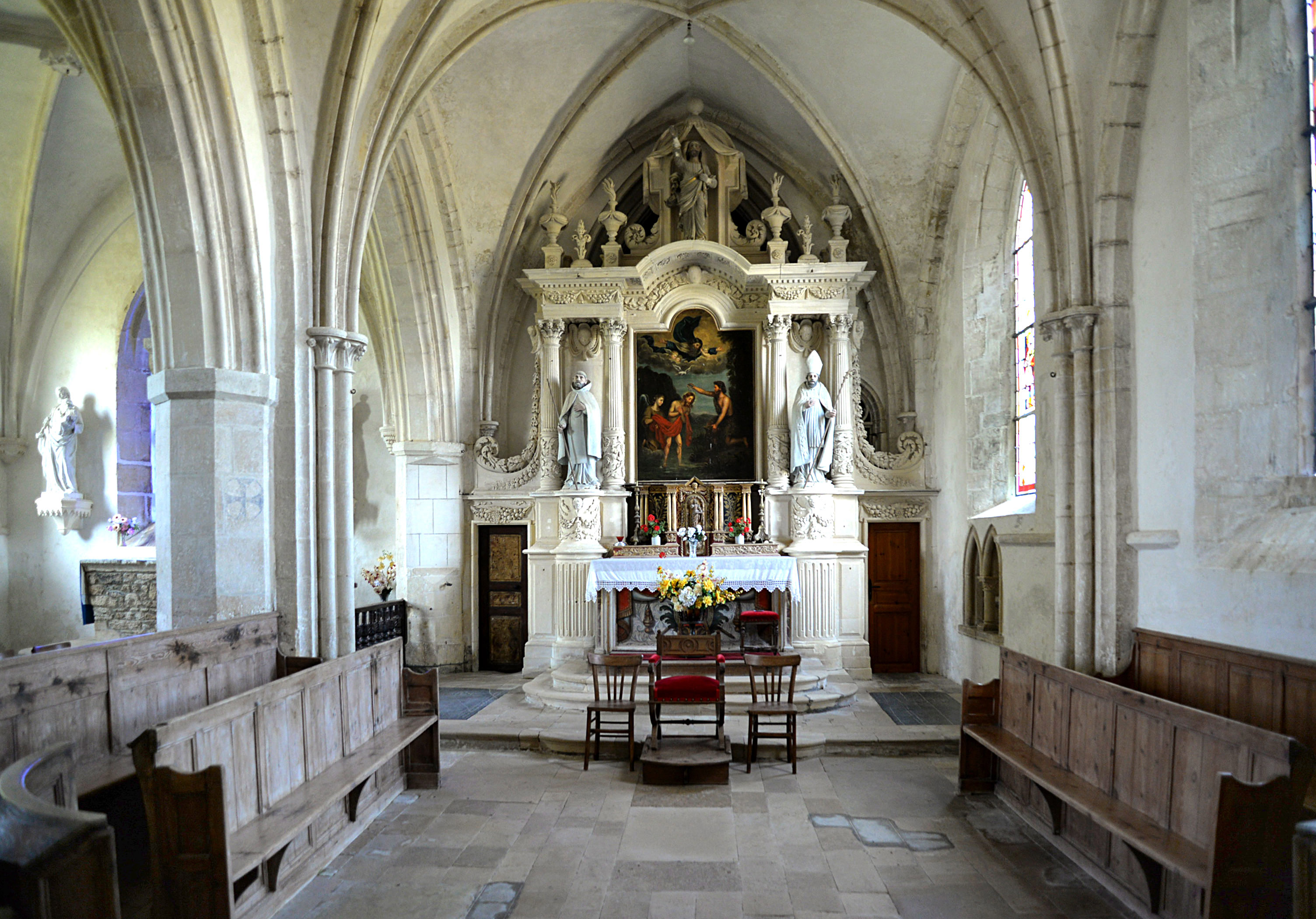
Le chœur de l'église.
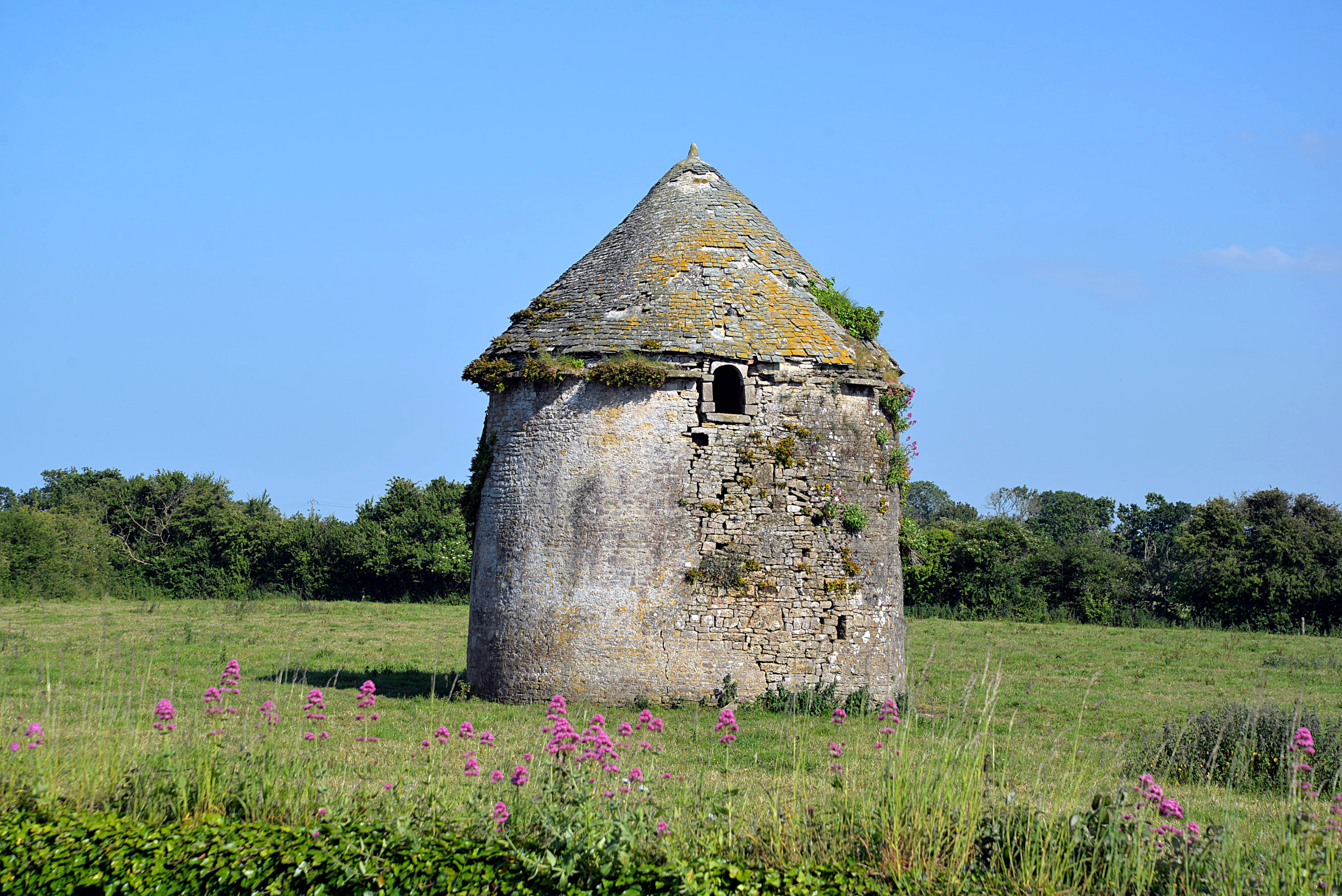
Le vieux colombier près de l'église
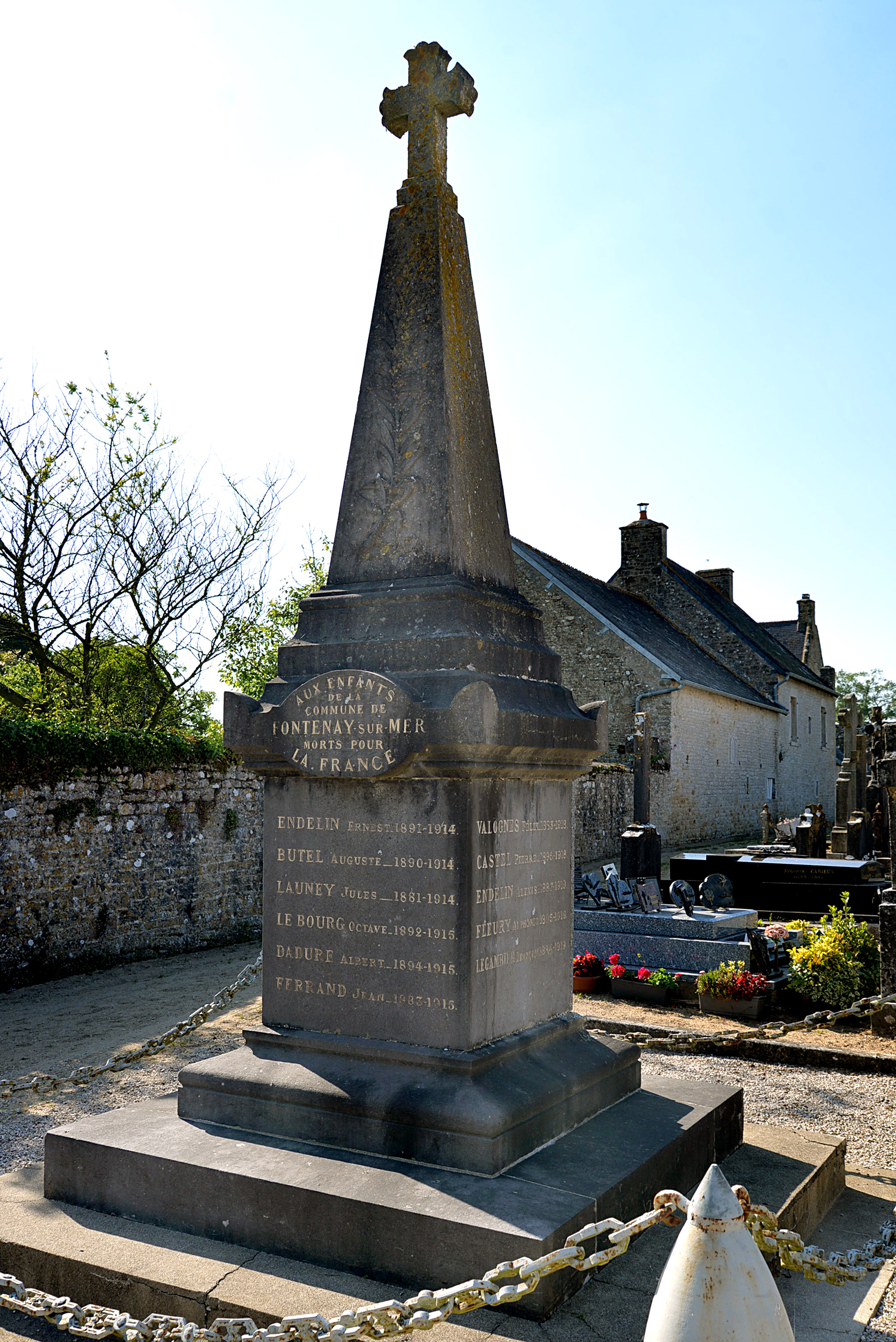
Le monument aux morts.